# Гурлёво (Ленинградская область)
Гурлёво — деревня в Опольевском сельском поселении Кингисеппского района Ленинградской области.

## История
Впервые упоминается в Писцовой книге Водской пятины 1500 года как сельцо Гурылёво в Егорьевском Ратчинском погосте Ямского уезда.
На карте Ингерманландии А. И. Бергенгейма, составленной по шведским материалам 1676 года, она обозначена как деревня Gorolowa.
На шведской «Генеральной карте провинции Ингерманландии» 1704 года — как деревня Gurilofwa и при ней кабак.
Как деревня Гурилова она обозначена на «Географическом чертеже Ижорской земли» Адриана Шонбека 1705 года.
Деревня Гурлево упомянута на карте Ингерманландии А. Ростовцева 1727 года.
Как деревня Гурлово она обозначена на карте Санкт-Петербургской губернии Я. Ф. Шмидта 1770 года.
Деревня Гурлева, состоящая из 41 крестьянского двора, упоминается на карте Санкт-Петербургской губернии Ф. Ф. Шуберта 1834 года.

ГУРЬЛЕВА — деревня принадлежит графам Шуваловым, число жителей по ревизии: 162 м. п., 171 ж. п.; В оной:
 
а) Питейный двор

б) Постоялый двор (1838 год)

Согласно карте профессора С. С. Куторги в 1852 году деревня называлась Гурлева и насчитывала 41 двор.

ГУРЛЕВО — деревня графини Бобринской, по почтовой дороге, число дворов — 38, число душ — 129 м. п. (1856 год)

ГУРЛЕВО — деревня, число жителей по X-ой ревизии 1857 года: 95 м. п., 129 ж. п., всего 224 чел.

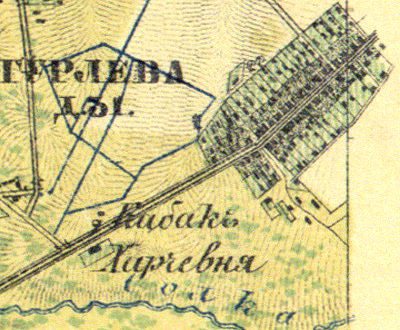
Деревня Гурлёво на карте 1860 года

Согласно «Топографической карте частей Санкт-Петербургской и Выборгской губерний» в 1860 году деревня называлась Гурлева и насчитывала 31 двор, по дороге на юго-запад от деревни находились кабак и харчевня.

ГУРЛЕВО — деревня владельческая при колодце, число дворов — 146, число жителей: 93 м. п., 116 ж. п. (1862 год)

ГУРЛЕВО — деревня, по земской переписи 1882 года: семей — 39, в них 84 м. п., 101 ж. п., всего 185 чел.

ГУРЛЕВО — деревня, число хозяйств по земской переписи 1899 года — 27, число жителей: 66 м. п., 77 ж. п., всего 143 чел.;
 разряд крестьян: бывшие владельческие; народность: русская — 118 чел., эстонская — 20 чел., смешанная — 5 чел.

В конце XIX — начале XX века деревня административно относилась к Ополицкой волости 1-го стана Ямбургского уезда Санкт-Петербургской губернии.
С 1917 по 1923 год деревня Гурлево входила в состав Гурлевского сельсовета Ополицкой волости Кингисеппского уезда.
С 1923 года в составе Ястребинской волости.
Согласно данным переписи населения СССР 1926 года в деревне Гурлево проживал 161 человек, большинство русские, а также эстонцы.
С февраля 1927 года в составе Кингисеппской волости. С августа 1927 года в составе Кингисеппского района.
В 1928 году население деревни Гурлево также составляло 161 человек.
По данным 1933 года деревня Гурлёво являлась административным центром Гурлевского сельсовета Кингисеппского района, в который входили 11 населённых пунктов: деревни Валья, Гурлёво, Куты, Литизино, Лялицы, Новесь, Фёдоровка; посёлки Лехтмец, Ново-Кудрино, Новые Лялицы, Саккала, общей численностью населения 1251 человек.
По данным 1936 года, в состав Гурлевского сельсовета входили 11 населённых пунктов, 310 хозяйств и 5 колхозов.

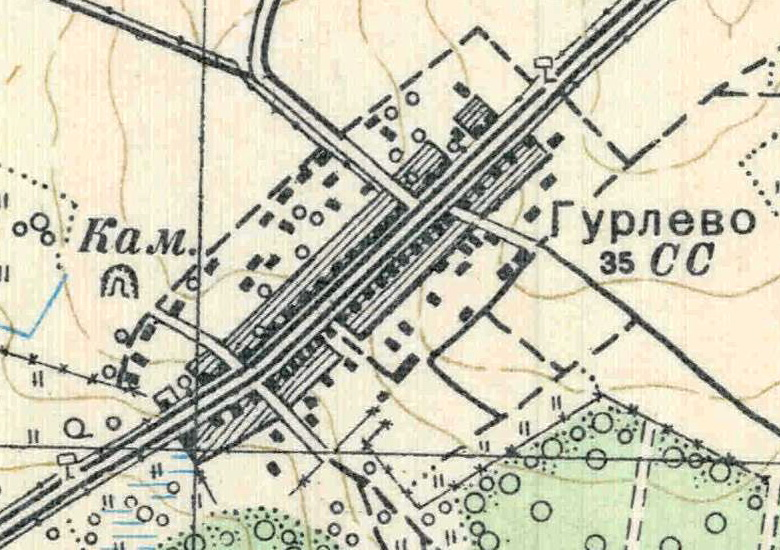
План деревни Гурлёво. 1938 год

Согласно топографической карте 1938 года деревня насчитывала 35 дворов, в деревне размещался сельсовет, на западной окраине деревни находился вход в каменоломни.
Деревня была освобождена от немецко-фашистских оккупантов 30 января 1944 года.
С 1954 года в составе Опольевского сельсовета.
В 1958 году население деревни Гурлево составляло 115 человек.
По данным 1966, 1973 и 1990 годов деревня Гурлёво также находилась в составе Опольевского сельсовета Кингисеппского района.
В 1997 году в деревне Гурлёво проживали 109 человек, в 2002 году — 114 человек (русские — 73 %), в 2007 году — 117.

## География
Деревня расположена в восточной части района на автодороге А180 (E 20) (Санкт-Петербург — Ивангород — граница с Эстонией) «Нарва».
Расстояние до административного центра поселения — 4 км.
Расстояние до ближайшей железнодорожной станции Кёрстово — 9 км.
Через деревню протекает река Солка.

## Демография
| 1862 | 2007 | 2010 | 2017 |
| ---- | ---- | ---- | ---- |
| 209  | ↘117 | ↗119 | ↗123 |

### Национальный состав
Согласно данным Всероссийской переписи населения 2021 года в деревне проживали 94 человека, из них:
 русские — 85, таджики — 7, узбеки — 2 человека.